# Dioscorea quartiniana
Dioscorea quartiniana là một loài thực vật có hoa trong họ Dioscoreaceae. Loài này được A.Rich. mô tả khoa học đầu tiên năm 1850.